# Mestre villamosvonal-hálózata
Mestre villamoshálózata (olaszul: rete tranviaria di Venezia) az olaszországi Velence városában található, jelenleg mindössze két vonalból álló villamosüzem. A villamosok a Translohr gyár gumikerekű járművei, melyeket egy vezetősín terel a megfelelő irányba. A járművek felsővezetékről kapják az áramot.

## Története
Mestre településen 2010. december 20-án került üzembe helyezésre a mestrei villamos első vonala, amelynek bővítéseként elkészült 2015-ben a Velence és szárazföld közötti második villamosvonal. Az 1-es villamos Velence és Favaro között közlekedik 5 perces követési idővel, 14 km hosszú útvonalon, amelyen 23 megálló található. A 2-es villamos 2015. szeptember 16-án indult, jelenleg Mestre belterületén közlekedik 7 perces követési idővel, 12 km hosszú útvonalon, amelyen 17 megálló található.

## Vonalak
- T1 - bordó vonal: A velencei lagúnát köti össze Mestre belvárosával;
- T2 - zöld vonal: mellékvonal Mestrében, a mestrei központot kapcsolja össze Salamonio megállóval, érintve a mestrei vasútállomást

A két vonal között Mestre Cenro megállónál lehetséges átszállni.

## Galéria

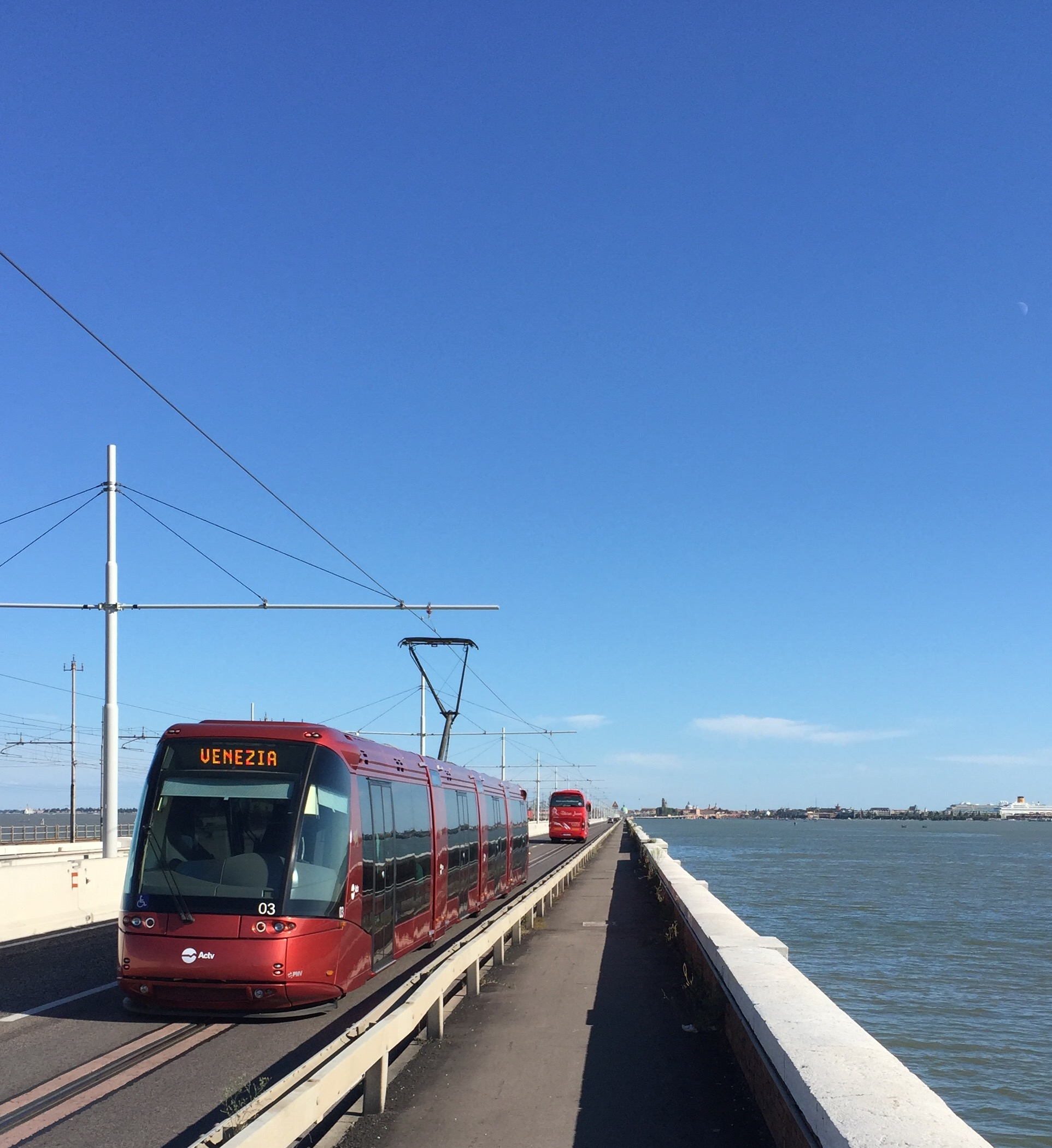
Villamos a ponte della Libertà hídon a lagúna és a szárazföld között
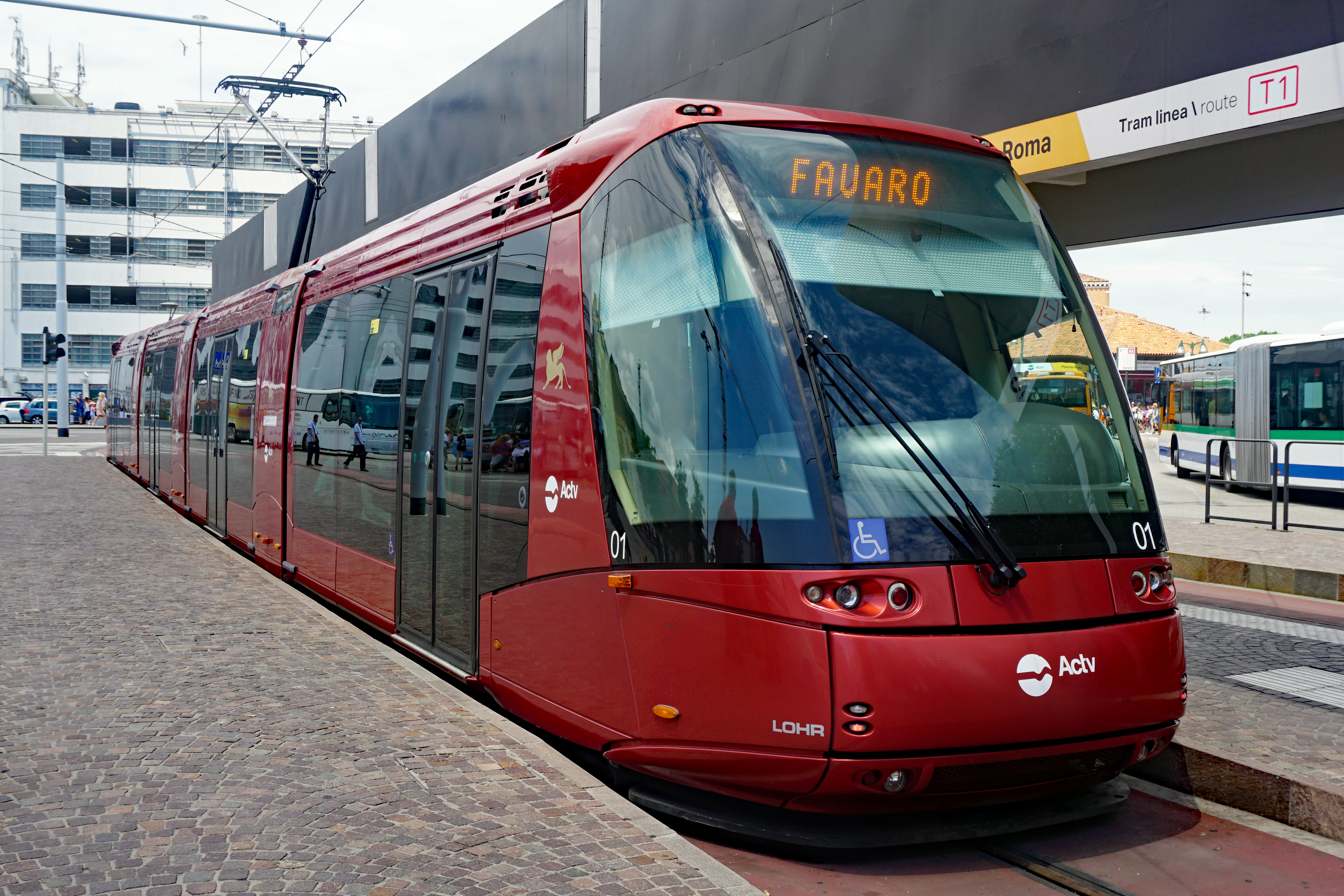
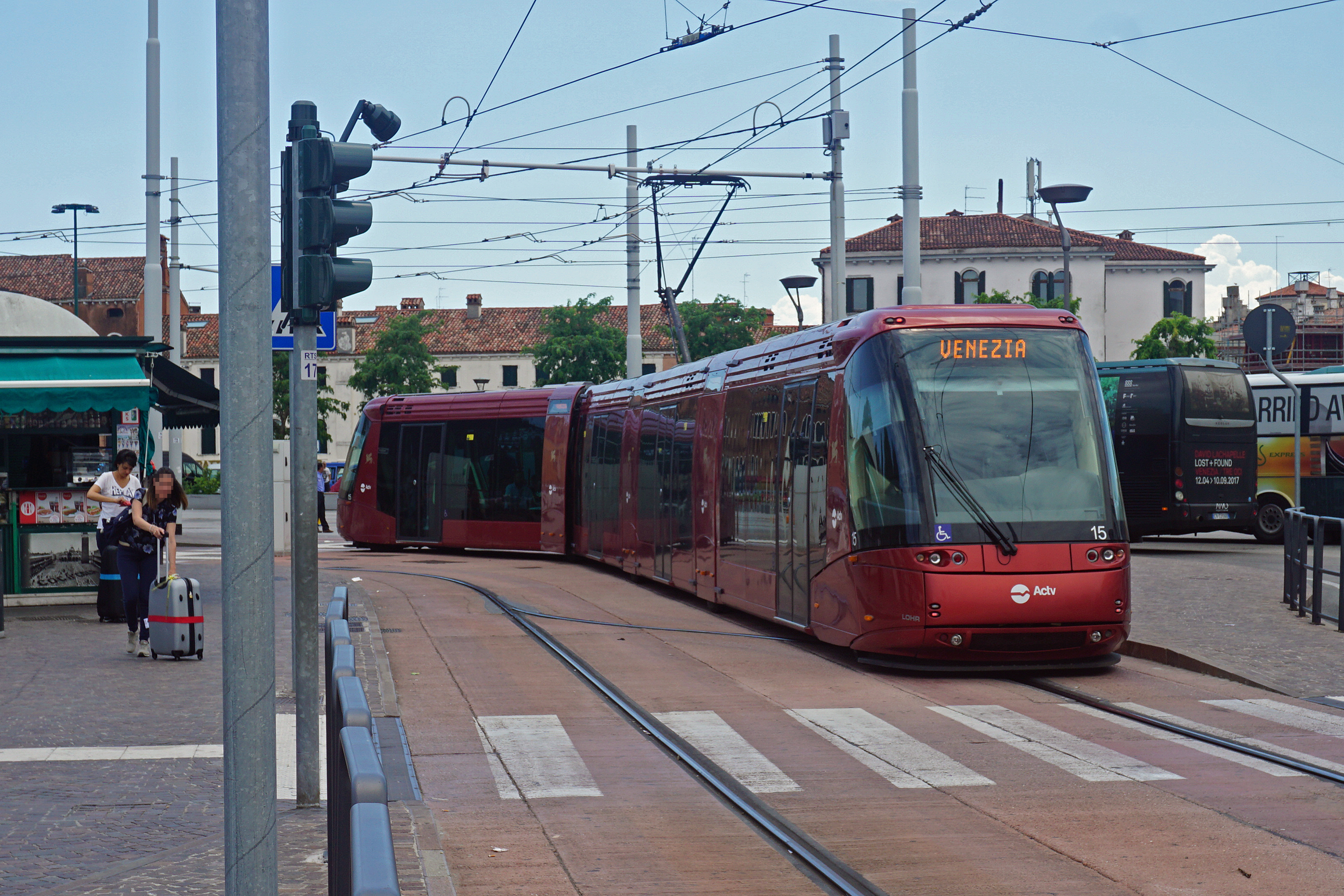
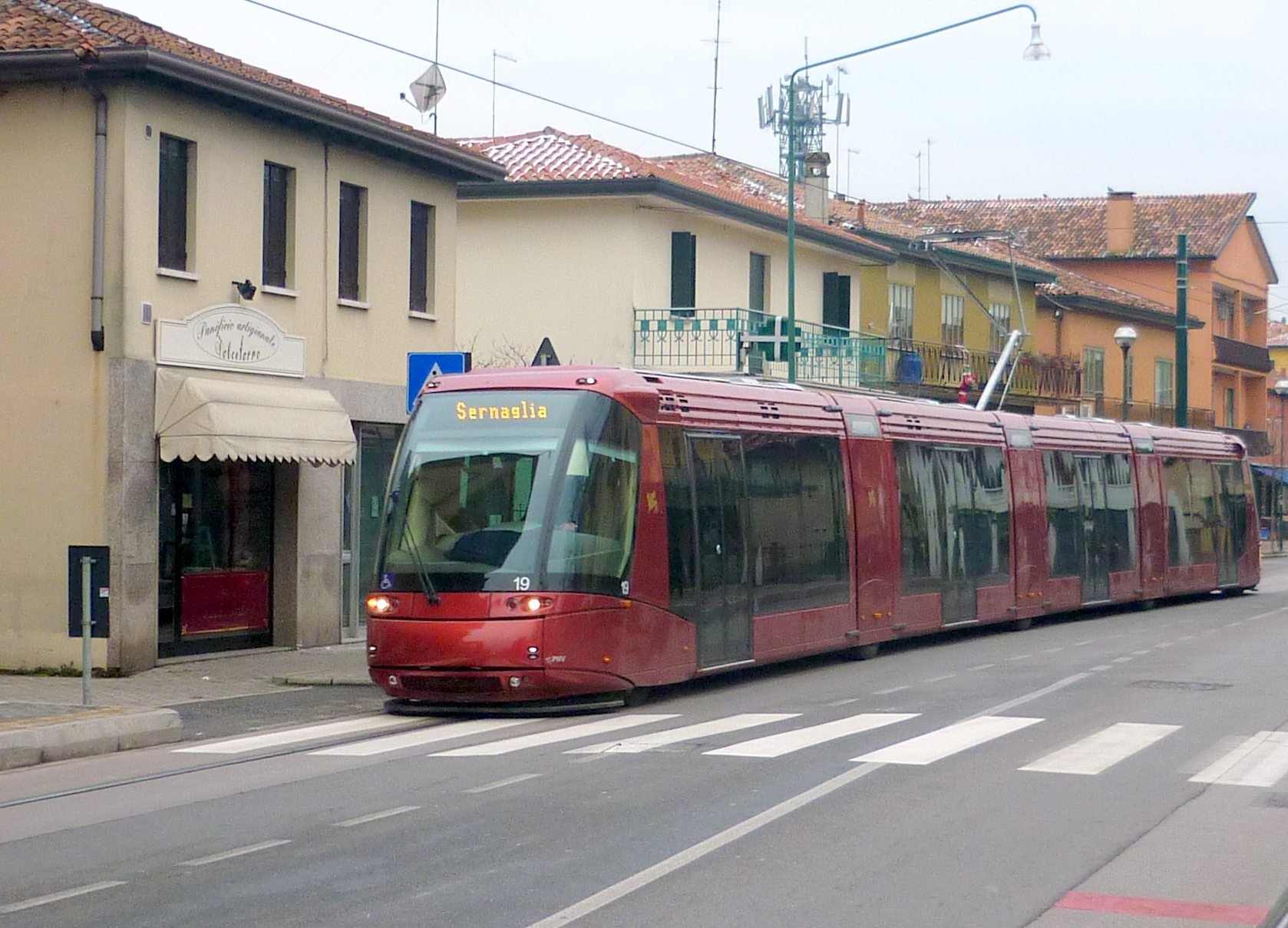
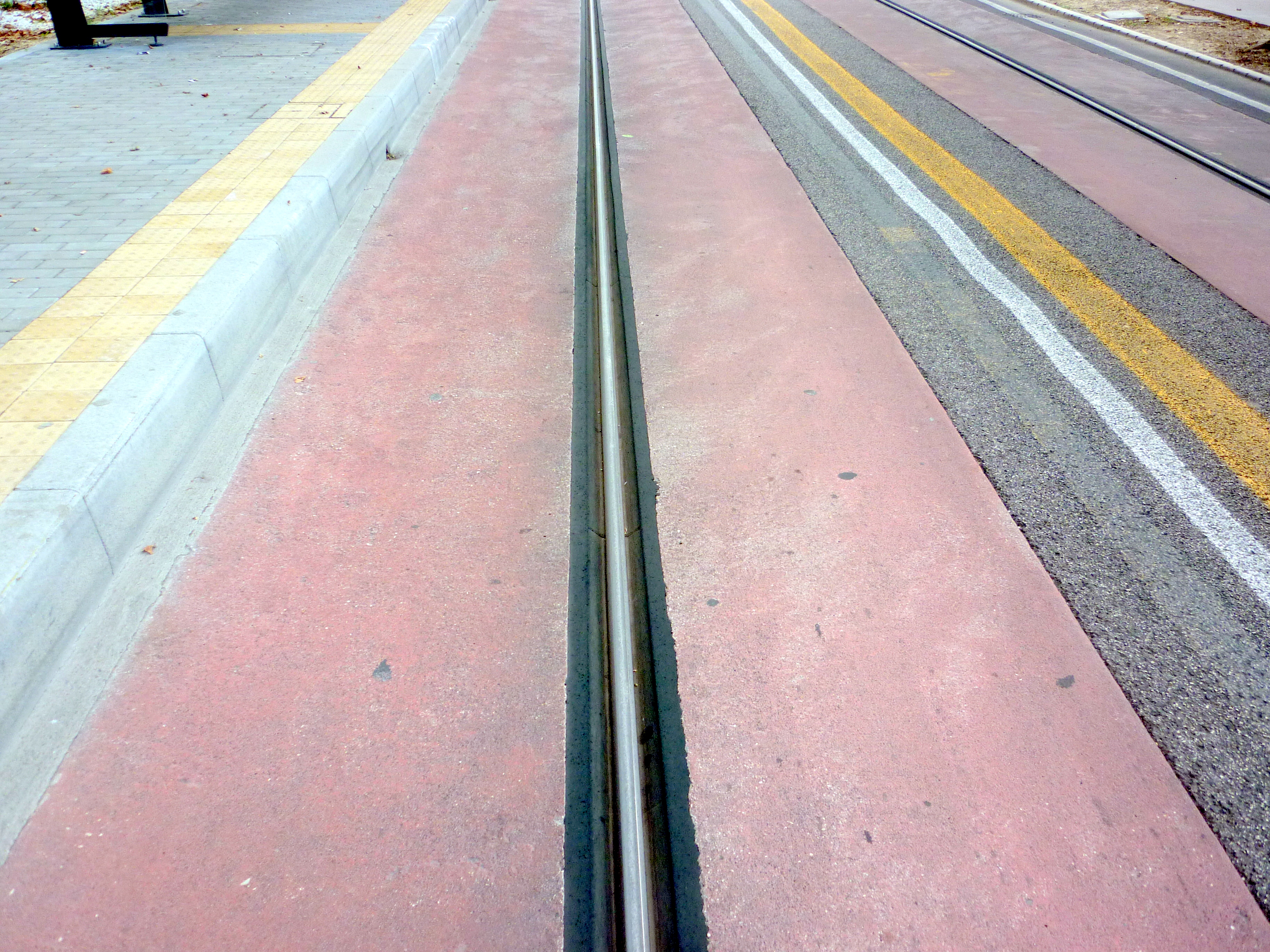
A villamospályába ágyazott vezetősín

## Kapcsolódó szócikk
- Olaszország villamosvonal-hálózatai